# Vivien Costanzo
Vivien Costanzo (nascida a 6 de Fevereiro de 1990) é uma política alemã do SPD. É membro do Parlamento Europeu desde 2024.

## Início da vida e carreira
Costanzo cresceu no sul de Hesse. Em 2009, concluiu o ensino médio em Hesse, após o qual completou um ano social voluntário. Estudou direito em Frankfurt e Freiburg, onde reside desde 2014.
Até 2014, Costanzo trabalhou no conselho regional de Kassel. Até à sua eleição para o Parlamento Europeu, trabalhou no escritório do deputado do Bundestag Johannes Fechner em Emmendingen.